# Berburg
Berburg (luxemburgisch Berbuergⓘ; französisch Berbourg) ist ein Ortsteil der Gemeinde Manternach, Kanton Grevenmacher im Großherzogtum Luxemburg.

## Lage
Berburg liegt an der Landstraße CR 137. Nachbarorte sind im Nordwesten Bech, im Osten Herborn im Südosten Lellig und im Süden Manternach. Durch den Ort fließt der Sauerbach.

## Allgemeines
Berburg ist ein ländlich geprägtes Dorf. Hauptsehenswürdigkeit ist die Pfarrkirche St. Lambertus.